# Belveglio
Belveglio là một đô thị ở tỉnh Asti vùng Piedmont thuộc Ý, nằm ở vị trí cách khoảng 60 km về phía đông nam của Torino và khoảng 13 km về phía đông nam của Asti. Tại thời điểm ngày 31 tháng 12 năm 2004, đô thị này có dân số 330 người và diện tích là 5,4 km².
Belveglio giáp các đô thị: Cortiglione, Mombercelli, Rocchetta Tanaro và Vinchio.